# Криворізька сільська територіальна громада
Криворізька сільська громада — територіальна громада в Україні, в Покровському районі Донецької області. Адміністративний центр — село Криворіжжя.
Площа об'єднаної територіальної громади: 277.08 км2, Чисельність населення громади: 4199 осіб

## Населені пункти
До складу громади входять 22 села: Василівка, Гуліве, Добропілля, Завидо-Борзенка, Завидо-Кудашеве, Зелене, Кам'янка, Красноподілля, Криворіжжя, Лиман, Матяшеве, Мирне, Надія, Новогришине, Новокриворіжжя, Новомар'ївка, Новоолександрівка, Новофедорівка, Петрівське, Ракша, Шилівка та Юріївське.

## Постаті громади
- Подопригора Михайло Софронович — учасник Махновського руху, командир Криворізького повстанського загону РПАУ в 1918—1919 роках, голова Криворізького волосного ревкому.
- Ведренко Георгій Самуїлович — учасник Махновського руху, член Революційної повстанської армії України, писар Щтабу РПАУ.
- Розсоха Леонід Семенович — радянський, український художник-постановник театру і кіно.
- Нікітенко Віктор Васильович — український радянський діяч, новатор у металургійній промисловості, сталевар Макіївського металургійного заводу імені Кірова Донецької області. Герой Соціалістичної Праці .
- Єрмаков Олександр Петрович — український військовик, лейтенант 30-ї окремої механізованої бригади, учасник Війни на сході України